# NGC 4250
NGC 4250 is een balkspiraalstelsel in het sterrenbeeld Draak. Het hemelobject werd op 7 april 1793 ontdekt door de Duits-Britse astronoom William Herschel.

## Synoniemen
- UGC 7329
- MCG 12-12-5
- ZWG 335.9
- 7ZW 447
- IRAS 12150+7105
- PGC 39414